# الجاينية واللاخلقية
لا تدعم الجاينية الاعتقاد بوجود إله خالق. وفقًا للعقيدة اليانية، لطالما كان الكون بمكوناته -الروح والمادة والفضاء والزمن ومبادئ الحركة- موجودًا دائمًا. تُحكَم جميع المكونات والأفعال من خلال قوانين طبيعية عالمية. لا يمكن خلق مادة من لا شيء، لذا يبقى مجموع المادة في الكون على حاله (على غرار قانون حفظ الكتلة). يدّعي السياق الياني أن الكون يتألف من الروح (jiva) (قوة الحياة أو الأرواح) والجماد (ajiva) (الكائنات الحالية من الحياة). تُعتَبر روح كل كائن حي فريدةً من نوعها وأزلية، وموجودة منذ وقت طويل.
تقول النظرية السببية اليانية أن السبب وأثره أمران متطابقان دائمًا في الطبيعة؛ لذا لا يمكن لكيانٍ واعٍ غير مادي مثل الله أن يخلق كيانًا ماديًا مثل الكون. علاوةً على ذلك، ووفقًا للمفهوم الياني للألوهية، تتمكن أي روح دمرت رغباتها والكارما الخاصة بها من تحقيق التحرر (السكينة). لا تمتلك الروح التي دمرت عواطفها ورغباتها رغبةً في التدخل في عمل الكون. لا تُعتَبر المكافآت والعقوبات الأخلاقية من عمل كائن إلهي، بل هي نتيجة لنظام أخلاقي فطري في الكون؛ أي آلية منظمة ذاتيًا يحصد فيها الفرد ثمار أفعاله من خلال عمل الكارما.
على مر العصور، رفض الفلاسفة اليانيون وعارضوا مفهوم الله الخالق والقدرة المطلقة، وأدّى ذلك إلى تسمية اليانية من قبل الفلسفات الدينية المنافسة بناستيكا دارسانا أي الفلسفة الملحدة. تُعتَبر مواضيع اللاخلقية وغياب الله القدير والنعمة الإلهية أمورًا أساسيةً في جميع الأبعاد الفلسفية لليانية، بما في ذلك علم الكونيات، والكارما، والموكشا، وقواعد السلوك الأخلاقية. تؤكد الديانة اليانية على إمكانية تحقيق الحياة الدينية والفضيلة دون فكرة وجود إله خالق.

## التصور الياني للكون
ترفض الكتب المقدسة اليانية الله باعتباره خالق الكون. تقدّم اليانية علمًا مفصّلًا للكونيات، بما في ذلك الكائنات السماوية/ديفاس. لا يُنظر إلى هذه الكائنات السماوية على أنها كائنات خالقة، فهي تخضع للمعاناة وتتغير مثل جميع الكائنات الحية الأخرى، ويجب أن تموت في النهاية. إذا عُرّفت التقوى بأنها حالة تحرير الروح من الكارما وتحقيق التنوير/السكينة وعُرّف الإله بأنه كائن توافرت فيه مثل هذه الظروف، يمكن اعتبار أولئك الذين حققوا مثل هذه الحالة آلهة /تيرثانكارا. وبذلك، كان ماهاويرا إلهًا/تيرثانكارا.
وفقًا لليانية، هذا اللوكا أو الكون هو كيان موجود دائمًا بأشكال مختلفة دون بداية أو نهاية. تصف النصوص اليانية شكل الكون على أنه رجل يقف مع ساقيه متباعدين واضعًا ذراعيه على خصره. لذا يضيق الكون في الأعلى، ويتسع فوق الوسط، ويضيق باتجاه الوسط، ويصبح مرة أخرى عريضًا في الأسفل.

### عجلة الزمن
وفقًا لليانية، يُعدّ الوقت أزليًا وأبديًا. تدور عجلة الزمن الكونية بلا توقف. تُلغي هذه الطبيعة الدورية الحاجة إلى خالق أو مدمر أو إله خارجي للحفاظ على الكون.
تنقسم عجلة الزمن إلى نصفين دائريين، أوتساربيناي (Utsarpiṇī) أو دورة زمنية تصاعدية وأفاساربيناي ( Avsarpiṇī)، دورة زمنية تنازلية، وتستمر الدورتان بالظهور بشكل متعاقب. أوتساربيناي هي فترة من الازدهار والسعادة التصاعديين، إذ يمتد كلٌّ من الوقت والأعمار على نطاق متزايد، في حين أن أفاساربيناي هي فترة من الحزن والفجور المتزايدين.

### مفهوم الواقع
يتألف هذا الكون مما تسميه اليانية بالدرافياس الستة أو المواد الستة المصنفة على النحو التالي:
Jīva  (جيفا) - المواد الحية
يؤمن اليانيون بوجود الأرواح (Jīva) بصفتها واقعًا، مع وجود منفصل عن الجسم الذي يضمها. ويتميز بسيتانا (الوعي) وآبايوغا (المعرفة والإدراك). على الرغم من اختبار الروح كلًّا من الولادة والموت، فإنها لا تُدمَّر ولا تُنشَأ. يشير كل من الفناء والبدء على التوالي إلى اختفاء حالة روحية وظهور حالة أخرى، كلاهما مجرد حالات مختلفة من الروح.
Ajīva (أجيفا) - المواد غير الحية
- بودغالا أو المادة: هس مادة صلبة، أو سائلة، أو غازية، أو طاقة، أو مواد دقيقة من الكارما، أو مواد فائقة الدقة أو جزيئات نهائية. تُعدّ بارامانو أو الجزيئات النهائية لبنة البناء الأساسية للمادة. تتمثل إحدى صفات البوغدالا والبارامانو في الدوام واللافنائية. فهي تجمع أوضاعها وتغيرها، ولكن تبقى صفاتها كما هي. لا يمكن خلقها أو تدميرها تبعًا لليانية.
- دارما تاتفا أو وسيط الحركة وأدارما تاتفا أو وسيط الراحة: المعروفان أيضًا باسم دارماستيكايا وأدارماستيكايا، وهما مفهومان متميزان ضمن الفكر الياني في تصوير الحركة والراحة. ويشملان الكون بأسره. لا يمكن اعتبار دارما تاتفا وأدارما تاتفا على أنهما الراحة والحركة في حد ذاتهما ولكنهما يتوسطان في الحركة والراحة في أجساد أخرى. لا يمكن تحقيق الحركة في الكون دون الدارما تاتفا والأمر ذاته بالنسبة للراحة، إذ لا يمكن تحقيقها دون الأدارما تاتفا.
- أكاسا أو الفضاء: يُعدّ الفضاء مادةً تستوعب الأرواح الحية، والمادة، ومبادئ الحركة والراحة، والزمن. يُعتَبر الفضاء سائدًا، وغير محدود ومصنوعًا من نقاط الفضاء اللامتناهية.
- كالا أو الزمن: تقول اليانية إن الزمن هو كيان حقيقي، وتُحقَّق جميع الأنشطة أو التغييرات أو التعديلات فقط في الزمن المناسب. يشبه الزمن عجلة مع 12 محورًا متقاطعًا في المركز وتُقسَم العجلة إلى نصفين: تنازلي وتصاعدي: يضم كل نصف ستة مراحل من فترات هائلة، تقدر كل منها بمليارات من «سنوات المحيط» (ساجاروباما). يزداد الحزن في كل مرحلة تنازلية، وبالمقابل تزداد السعادة والنعيم في كل مرحلة تصاعدية.[8]

تضفي هذه المكونات الأزلية للكون ديناميكية على الكون من خلال التفاعل مع بعضها. تتفاعل المكونات وفقًا للقوانين الطبيعية دون تدخل من الكيانات الخارجية. يمكن وصف الدارما أو الدين الحقيقي وفقًا لليانية بجملة vatthu sahāvo dhammo)) التي تُترجَم إلى «الطبيعة الجوهرية للمادة هي دارماها الحقيقية».

### السبب المادي والتأثير
تتكون الأسباب وفقًا لليانية من نوعين: (Upādanā kārana) أي (سبب جوهري أو مادي) و(Nimitta kārana) أي (سبب أساسي). دائمًا ما يكون السبب الجوهري أو المادي متطابقًا مع تأثيره. على سبيل المثال، يمكنك فقط إنتاج وعاء فخاري من الطين، ومن هنا يكون الطين هو السبب المادي والوعاء الفخاري هو تأثيره. أينما كان التأثير موجودًا، يكون السبب موجودًا والعكس صحيح. يوجد التأثير دائمًا بشكل كامن في السبب المادي. لنتمكن من تحويل الطين إلى وعاء، يلزم وجود كل من الخزّاف والعجلة والعصا وعوامل التشغيل الأخرى التي هي مجرد نيميتا أو أسباب أساسية أو محفزات في عملية التحول. يبقى الطين هو السبب المادي دائمًا. وبالتالي يتطابق السبب والنتيجة بشكل كامل في الطبيعة دائمًا. لا يمكن للخزّاف أن يكون السبب المادي للوعاء. لو كان الخزاف نفسه السبب المادي، فربما يقوم بإعداد الوعاء دون أي طين. لكن ليست هذه حال الأمور. وبالتالي لا يمكن صنع إناء من الطين إلا من الطين؛ يمكن صنع الحلي الذهبية من الذهب فقط. وبالمثل يمكن اعتبار الأنماط المختلفة لوجود الروح نتيجة لأنشطة الروح نفسها. لا يمكن وجود أي تناقض أو استثناءات.
في مثل سيناريو كهذا، يجادل اليانيون بأن السبب المادي للروح الحية مع الكيتانا (الكيان الواعي) هو الروح نفسها دائمًا، وسبب المادة الخاملة الميتة (دون كيتانا أي دون أي وعي) هو المادة نفسها دائمًا. إذا كان الله هو الخالق بالفعل، سنحصل على توقع مستحيل؛ لأن السبب نفسه سيكون مسؤولًا عن اثنين من الآثار المتناقضة المتمثلة في كيتانا (الحياة) والأكيتانا (المادة). هذا ما يمنع منطقيًا أي إله غير مادي (كيان واعٍ) من إنشاء هذا الكون، الذي يتكون من مواد مادية.

### الروح
تُعتَبر الروح مسؤولةً عن مصيرها تبعًا للديانة اليانية. يمكن القول إن السيادة الكاملة على المصير هي إحدى صفات الروح. تختار الروح وحدها تصرفاتها وتجني وحدها عواقب هذه التصرفات. لا يستطيع أي إله أو نبي أو ملاك التدخل في أفعال الروح أو مصيرها. علاوةً على ذلك، تبذل الروح وحدها الجهود اللازمة لتحقيق التحرّر دون أي نعمة إلهية.
يؤكد اليانيون مرارًا على «أننا وحدنا» في هذا العالم. من بين التأملات الإثني عشر الخاصة باليانيين (آنوبريكساس)، كان أحدها هو عُزلة روح الفرد وطبيعة الكون والانتقال. لذا يمكننا مساعدة أنفسنا فقط من خلال تطهير أرواحنا باستخدام أفعالنا الخاصة.
هكذا، تؤكد اليانية بقوة على أهمية الجهود وإرادة الروح الحرة لتحقيق هدفها المنشود في التحرر.